# Datnioides microlepis
El 'pez tigre siamés'de Cervantes  es una especie de peces de Tailandia. Tiene bandas verticales de color amarillo y negro que recorren la longitud de su cuerpo, y la aleta dorsal tiene un aspecto espinoso.

## En el acuario
Este pez se debe mantener en agua dulce o salobre. requiere un pH de 7.6 a 8.0, y una temperatura de 22 C°. El pez tigre siamés es un depredador y se come los peces más pequeños. Estos peces deben ser alimentados con diferentes alimentos vivos y congelados. Mientras que un pez tigre siamés en el acuario es improbable que crezca tan grande como un salvaje, que aún requiere de un gran acuario, ya que crece a unos 24 pulgadas (61,0 cm) en estado salvaje.

## En estado salvaje
El pez tigre siamés se origina en la cuenca del río Chao Phraya, en el centro de Tailandia. Lamentablemente, la especie está casi extinta. El último avistamiento se sabe más de 5 años. El pez tigre ha sido objeto de sobrepesca exclusivamente para el comercio de acuarios. El Departamento de Pesca de Tailandia (DOF) tiene un programa de cría en cautividad, sin embargo el éxito es limitado hasta el momento.